# Flúvia
Flávia Dias de Carvalho, mais conhecida como Flúvia (Rio de Janeiro, 19 de junho de 1976), é uma ex-jogadora de voleibol do Brasil, que jogava na posição de central.
Com a Seleção Brasileira, ela foi campeã do Campeonato Sul-Americano de 2001 e fez parte da equipe que disputou o Grand Prix de 2001.